# Église Saint-Paul-Apôtre de New York

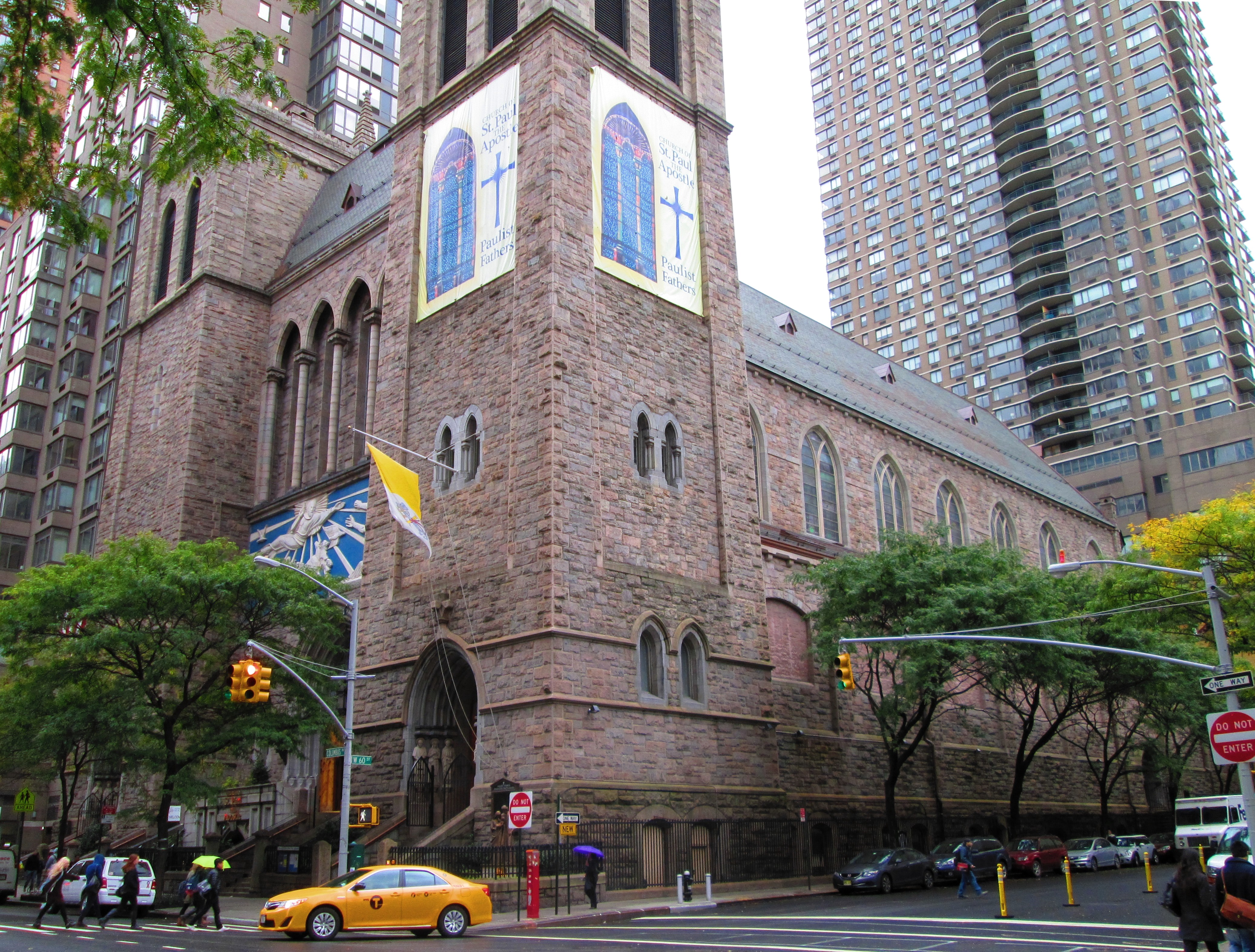
Vue de l'église.

L'église Saint-Paul-Apôtre (Church of St. Paul the Apostle) est une église catholique sise à New York au 8-10 Columbus Avenue à l'angle de la West 60th Street, dans le Upper West Side de Manhattan. C'est l'église-mère de la congrégation des Pères paulistes, congrégation fondée à New York en 1858. Elle est dédiée à l'Apôtre Paul.

## Histoire et architecture

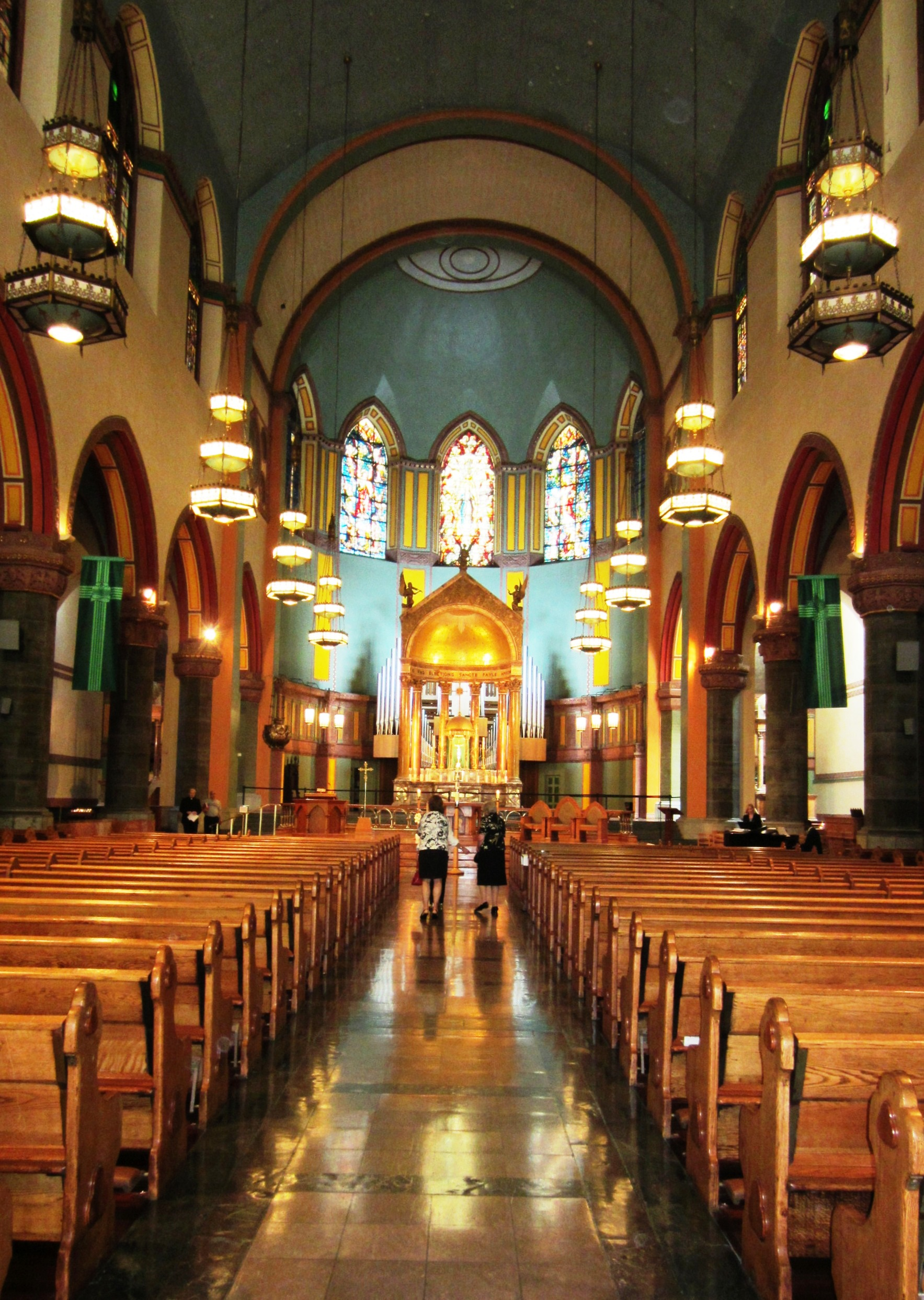
Intérieur

La paroisse est fondée en 1858, avec une première petite église de briques, qui se révèle bientôt insuffisante,. Une nouvelle église néo-gothique est construite entre 1876 et 1884 selon les plans de Jeremiah O'Rourke et du R.P. George Deshon, ancien ingénieur militaire formé à West Point, qui continua la construction après la mort de O'Rourke et en simplifia la conception. Le P. Isaac Hecker, fondateur des Paulistes, a sans doute contribué au dessin de l'église, inspirée de la basilique de Santa Croce de Florence. L'édifice est bâti en granite gris de Tarrytown pris de l'aqueduc de Croton, avec des pierres d'autres bâtiments de Manhattan. Le granite pour l'escalier d'entrée provient du Booth’s Theatre de la Sixième Avenue (23e Rue) de style Second-Empire. 
Cette nouvelle église reçoit sa dédicace le 25 janvier 1885,, bien que n'étant pas terminée: les tours n'étaient pas finies et la décoration intérieure non plus.
L'église est connue pour ses œuvres d'art et contient des éléments intérieurs conçus entre 1887 et 1890 par Stanford White et des chapelles latérales. Plus tard, des vitraux sont ajoutés par John LaFarge. D'autres artistes ont contribué au décor, comme Augustus Saint-Gaudens, Frederick MacMonnies et Bertram Goodhue, qui a conçu le sol de mosaïques. White et Goodhue ont aussi donné des conseils pour certains éléments de décor. L'Ange de la Résurrection de Lumen Martin Winter décore le sarcophage du P. Hecker, situé dans le coin nord-est de la nef,. D'autres Pères paulistes sont inhumés dans la crypte.
Le New York Daily Tribune décrit l'architecture de l'église comme « vaste et simple, ressemblant à une forteresse. »
L'église est inscrite au National Register of Historic Places en 1991,  et déclarée New York City Landmark en 2013. Une restauration de grande ampleur intervient à partir de l'an 2000 en se poursuivant pendant toute la décennie.

## Paroisse

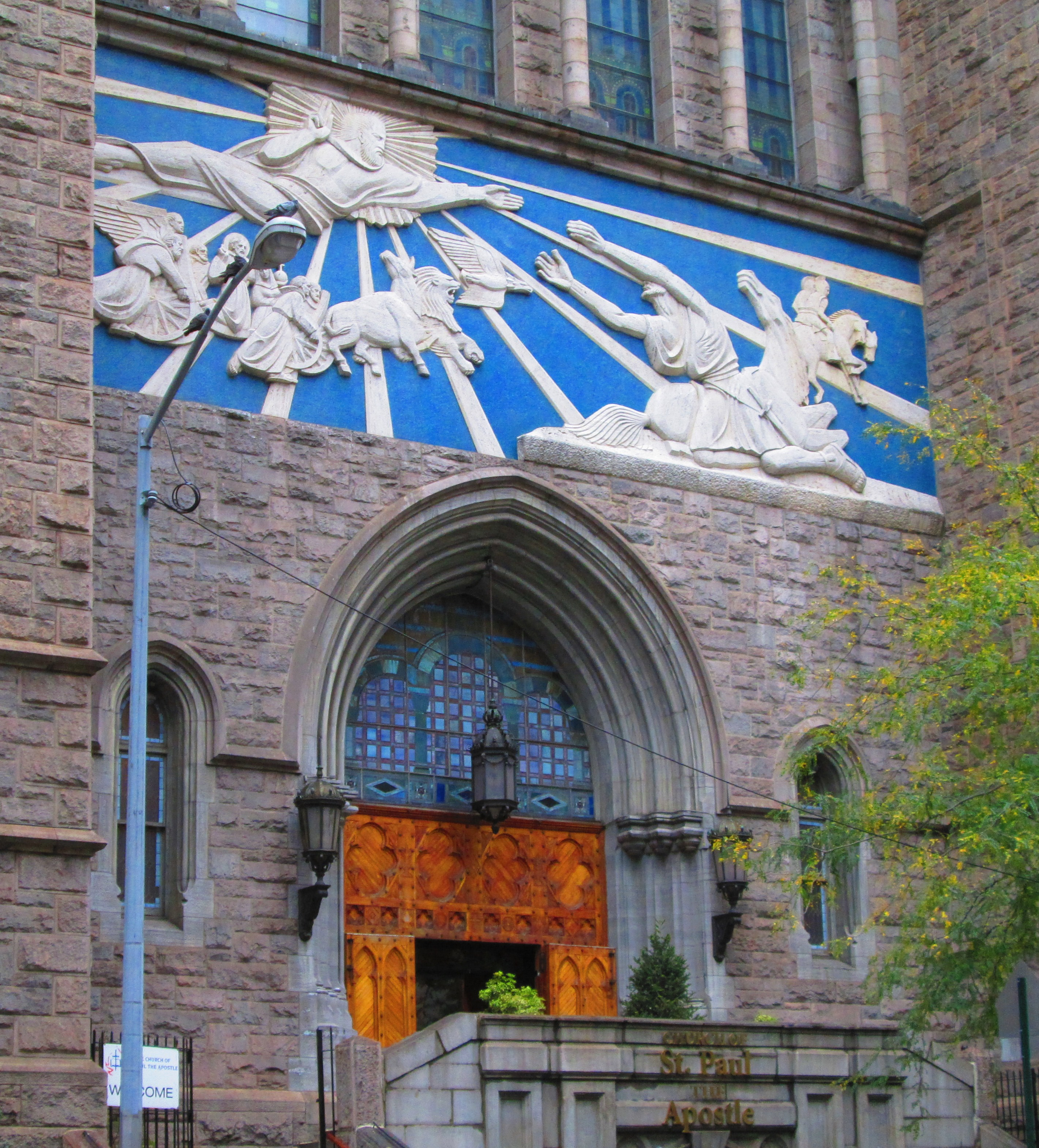
Portail de l'église avec le bas-relief représentant la chute sur le Chemin de Damas.

En 1858, les Paulistes s'installent dans une maison de bois avec une petite chapelle de bois au 14 West 60th Street. La maison-mère est sise sur West 59th Street, adjacente à l'église. Le bâtiment actuel date des années 1930.
La vie de la paroisse reflète la croissance, le déclin et la renaissance du quartier de Hell's Kitchen. En 1903, la 9th Avenue comporte une ligne surélevée de train qui passe directement devant l'église. Dans les années 1930, les Paulistes lancent leur station de radio WLWL. Elle est marquée par l'établissement du Lincoln Center situé à deux pâtés de maisons au nord. La paroisse ouvre une école élémentaire en 1886 et une école secondaire en 1922. La dernière école de la paroisse ferme ses portes en 1974.
La paroisse connaît une période extrêmement difficile dans les années post-conciliaires (années 1970) et frôle la faillite en 1973. Il est même envisagé de raser l'église pour construire un immeuble d'appartements à la place. Finalement la paroisse vend une partie ouest de ses bâtiments au milieu des années 1980. Un nouveau centre paroissial est édifié au 405 West 59th Street grâce à la vente de ses droits d'espace, afin de permettre l'édification d'une tour de quarante étages tout contre la tour sud de l'église.
Aujourd'hui la paroisse a trouvé son rythme avec six messes dominicales et une communauté paroissiale largement formée d'employés et de cadres de bureau du quartier, ainsi que d'une communauté hispanique. Elle abrite aussi une librairie et une boutique de cadeaux au bout de la nef, côté est. La paroisse Saint-Paul-Apôtre sert aussi de paroisse aux étudiants catholiques de la Fordham University, du John Jay College of Criminal Justice et de la Juilliard School qui se trouvent à proximité.
Le sous-sol de l'église abrite désormais une cafétéria pour l'église paroissiale, un asile pour personnes sans domicile fixe, une soupe populaire, un espace de répétition pour la compagnie de danse The Rockettes et une salle de boxe. Le sous-sol a abrité de 1996 à 2001 la Big Apple Comic Convention.

## Orgue Möller

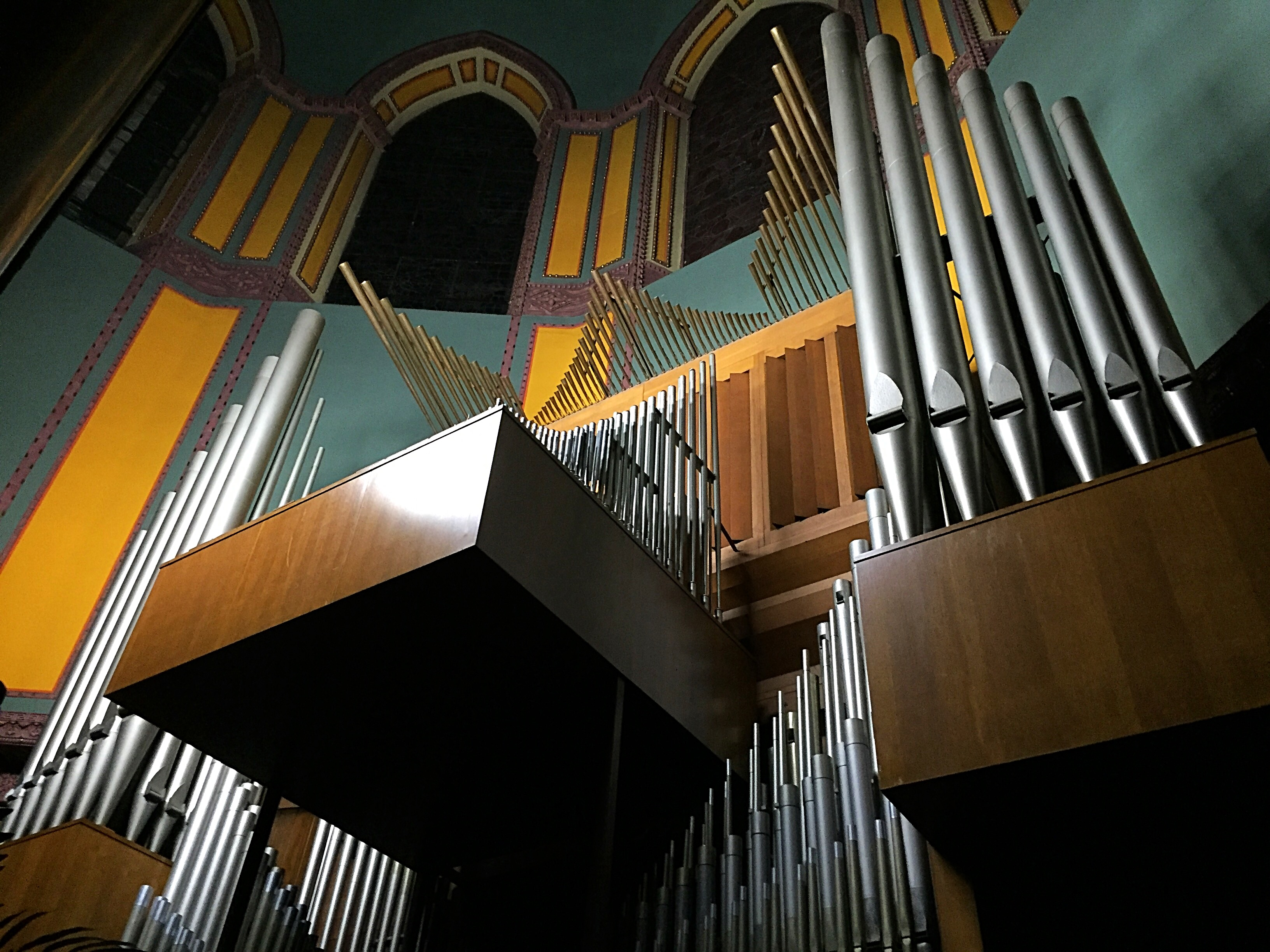
L'opus 9987 de la M.P. Möller Pipe Organ Company, construit en 1965.

L'orgue de l'église est issu de la maison M.P. Möller (Opus 9987) et date de 1965. Avec 4 965 tuyaux, l'instrument possède quatre claviers manuels, 83 rangées et 78 registres. Douze des registres proviennent de l'ancien instrument de l'église (E.M. Skinner Opus 544), construit en 1925.